# Acetobacter lambici
Acetobacter lambici is een soort van azijnzuurbacteriën behorende tot het geslacht Acetobacter. De bacterie is gramnegatief, staafvormig, katalase-positief en oxidase-negatief.
In 2014 slaagden onderzoekers van de Universiteit van Gent en de Vrije Universiteit Brussel de bacterie (LMG 27439T) te isoleren uit fermenterend lambiekbier. De bacterie is nauw verwant met de Acetobacter okinawensis (99.7% 16S rRNA genetische overeenkomst met het type van deze soort), Acetobacter syzygii (99,6%), Acetobacter fabarum (99,4%) en Acetobacter lovaniensis (99,2%). DNA-DNA-hybridisatie met de types van deze soorten onthulde een matige DNA-DNA-hybridisatie met
waarden van 31-45%.